# Gentiana crassula
Gentiana crassula är en gentianaväxtart som beskrevs av H. Smith. Gentiana crassula ingår i släktet gentianor, och familjen gentianaväxter. Inga underarter finns listade i Catalogue of Life.